# Zschornewitz
Zschornewitz ist ein Ortsteil der Stadt Gräfenhainichen im Landkreis Wittenberg in Sachsen-Anhalt.

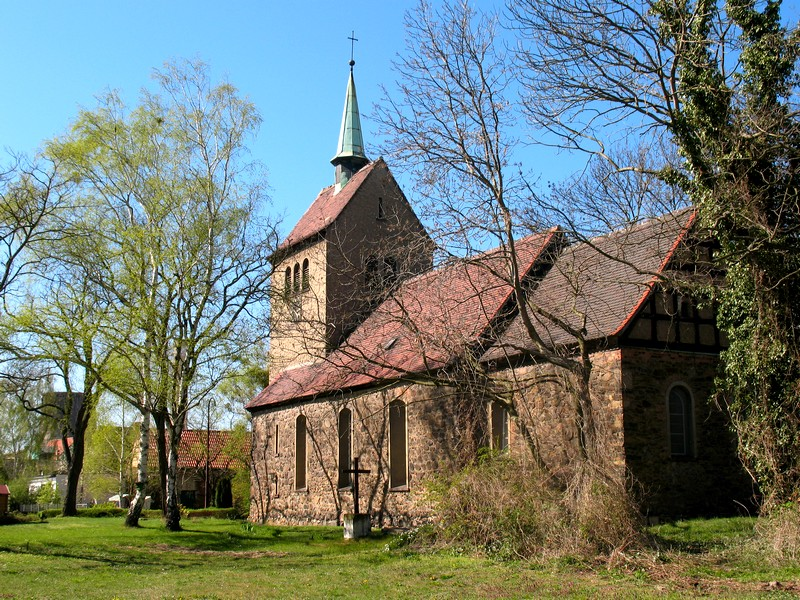
Spätromanische Feldsteinkirche

## Geografie

### Gemeindegliederung
Der Ortsteil gliedert sich in den kaum noch wahrnehmbaren historischen Teil, die Werkssiedlung „Kolonie“, die neue Kraftwerkssiedlung im Osten und die Siedlung „Pöplitz“ (ca. 2 km entfernt, nur vier Häuser) im Westen.

## Geschichte
Zschornewitz wurde erstmals im Jahr 1200 in einer Urkunde der Pfarrei Wörlitz erwähnt. Die spätromanische Kirche kündet von den frühen Tagen des Dorfes. Der Ort gehörte bis 1815 zum kursächsischen Amt Gräfenhainichen. Durch die Beschlüsse des Wiener Kongresses kam er zu Preußen und wurde 1816 dem Kreis Bitterfeld im Regierungsbezirk Merseburg der Provinz Sachsen zugeteilt, zu dem er bis 1944 gehörte.
Bis in das späte 19. Jahrhundert lebten kaum mehr als 200 Einwohner im Heidedorf Zschornewitz.
Im März 1915 begann der Bau des Kraftwerks nach Plänen von Walter Klingenberg in nur ca. 2 km Entfernung vom Tagebau Golpa, das im Dezember in Betrieb genommen wurde. Gleichzeitig entstand die gartenstädtische Werkssiedlung 'Kolonie'. Parallel dazu entstand in unmittelbarer Nähe zum Kraftwerk das Nitrumwerk. Dessen Anlagen explodierten am 17. Juni 1917. Es gab 24 Tote und 2 Tote im nahen Kraftwerk. Es wurde anschließend abgerissen. 1916 erzeugten acht Turbinen à 16 MW zusammen 128 MW. Damit war das Kraftwerk Zschornewitz das erste Großkraftwerk Deutschlands und zu dieser Zeit auch das größte Braunkohlekraftwerk der Welt. Es versorgte Berlin und Teile Sachsens mit Strom. 1929 wurden zwei 85-MW-Turbinen in Betrieb genommen (zu dieser Zeit die größten Europas). 13 große Schornsteine prägten für Jahrzehnte das Bild der Gemeinde. 1929 wurde auch die katholische Kirche geweiht.
1945 wurde das Kraftwerk als Reparationsleistung an die Sowjetunion teilweise demontiert. Für die Arbeiten wurde die im Dorf verbliebene Bevölkerung im Alter von 17 bis 70 Jahren herangezogen.
Am 30. Juni 1992 wurde das Kraftwerk endgültig stillgelegt. Die Kolonie und Teile des Kraftwerks wurden auf Initiative des Bauhauses unter Denkmalschutz gestellt. 1995 wurde der erhaltene Teil des Kraftwerks zum Industriedenkmal. Im Jahr darauf wurde die Werkssiedlung 'Kolonie' in die Liste der EXPO-Projekte aufgenommen; sie wurde 1997–99 umfangreich restauriert.
1954 wurde der Zschornewitzer Ruderclub gegründet.
Am 13. Mai 2000 feierte Zschornewitz sein 800-jähriges Bestehen.
Am 1. Januar 2012 wurde Zschornewitz in die Stadt Gräfenhainichen eingegliedert.

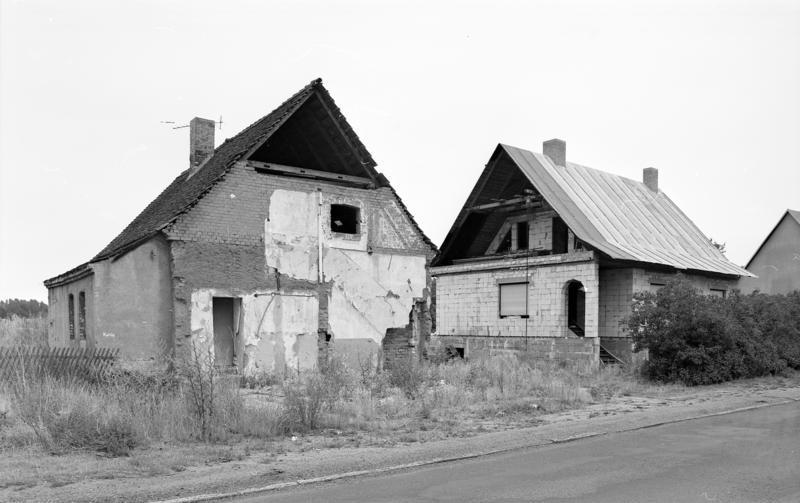
Desolate Häuser 1991
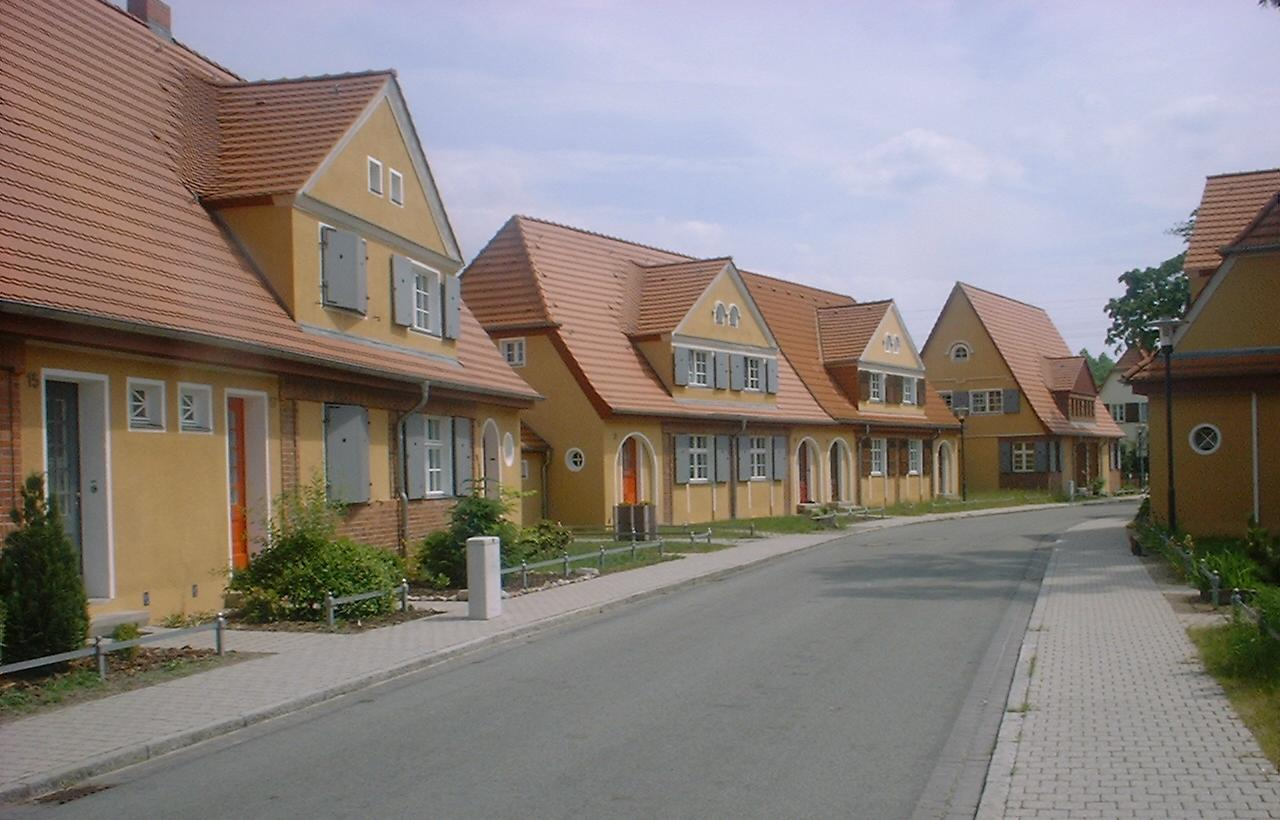
Kolonie: Restaurierter Straßenzug innerhalb der Werkssiedlung
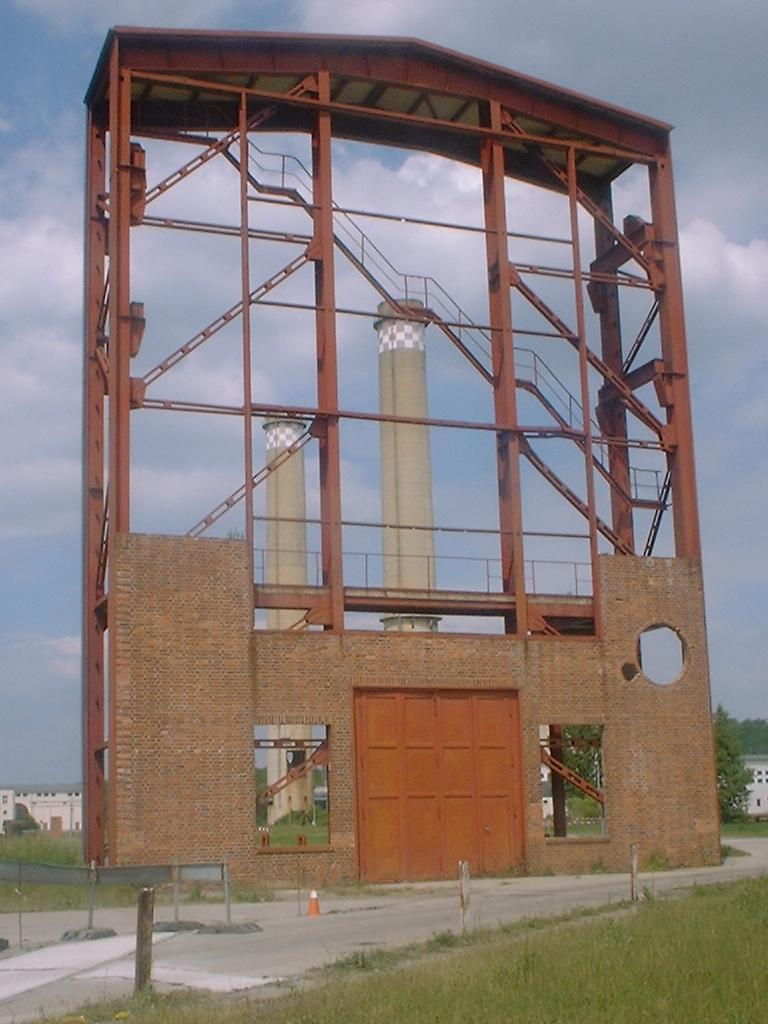
Industriedenkmal Kraftwerk Zschornewitz
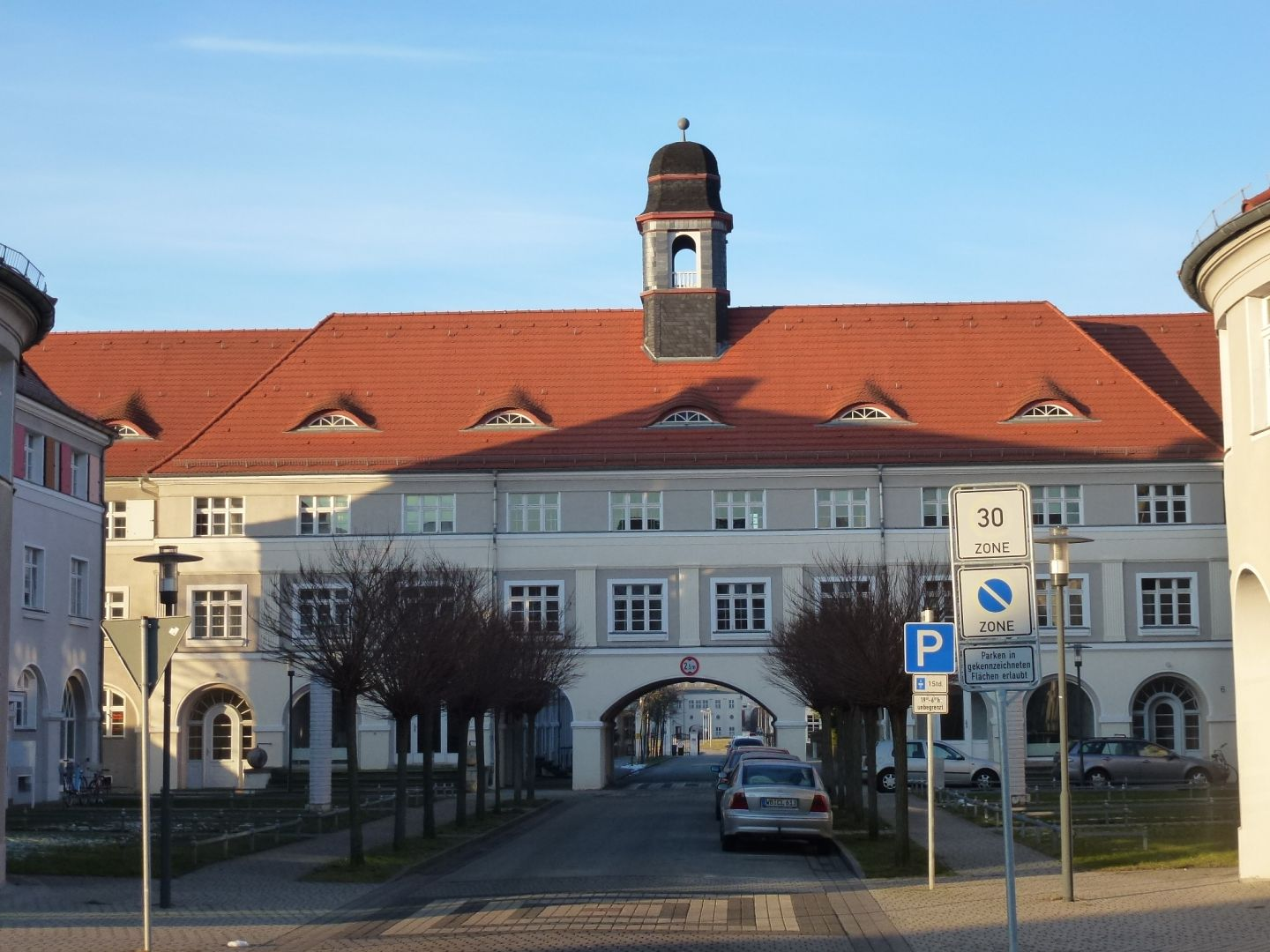
Walther-Rathenau-Platz
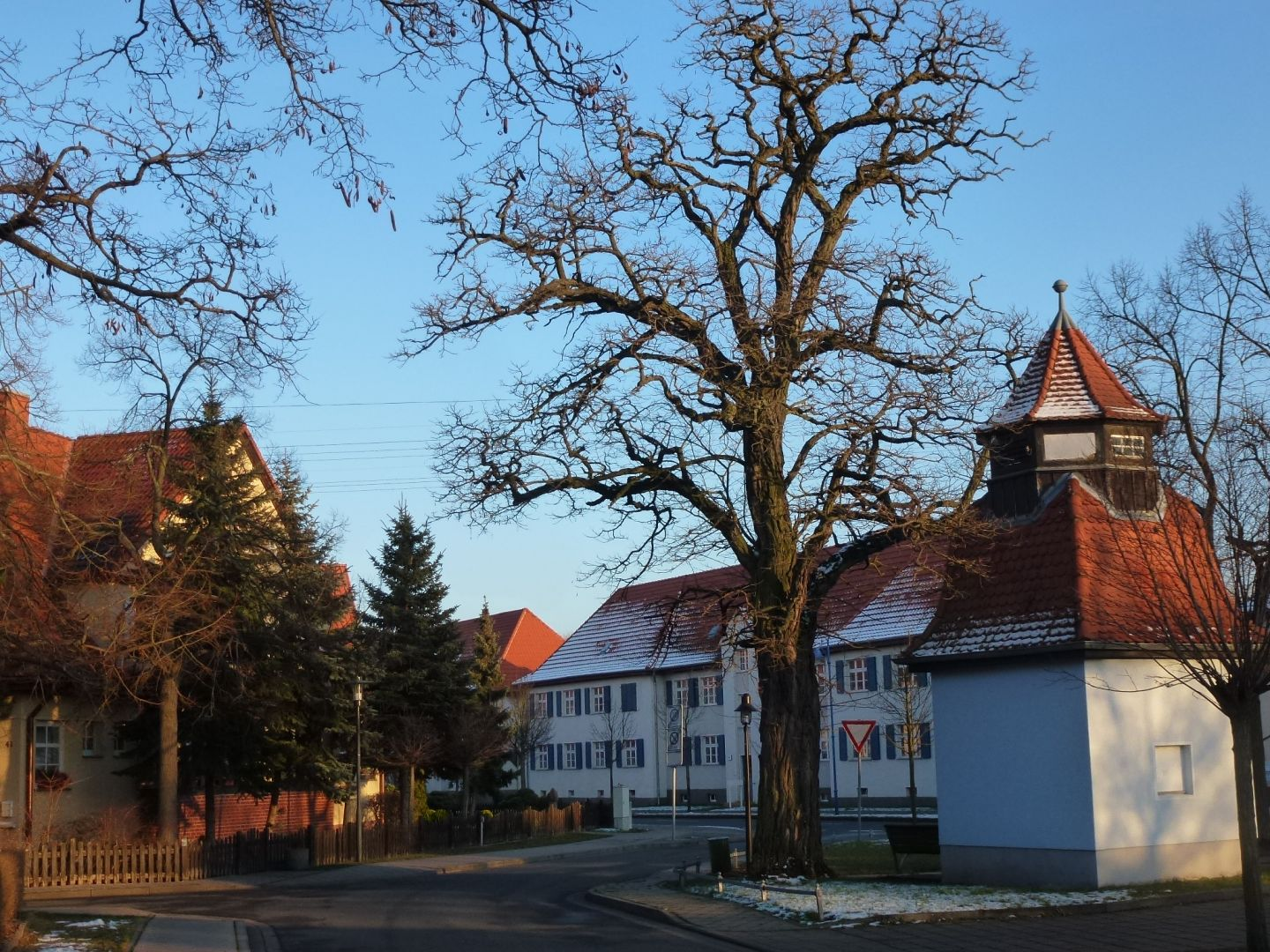
Transformatorenhaus
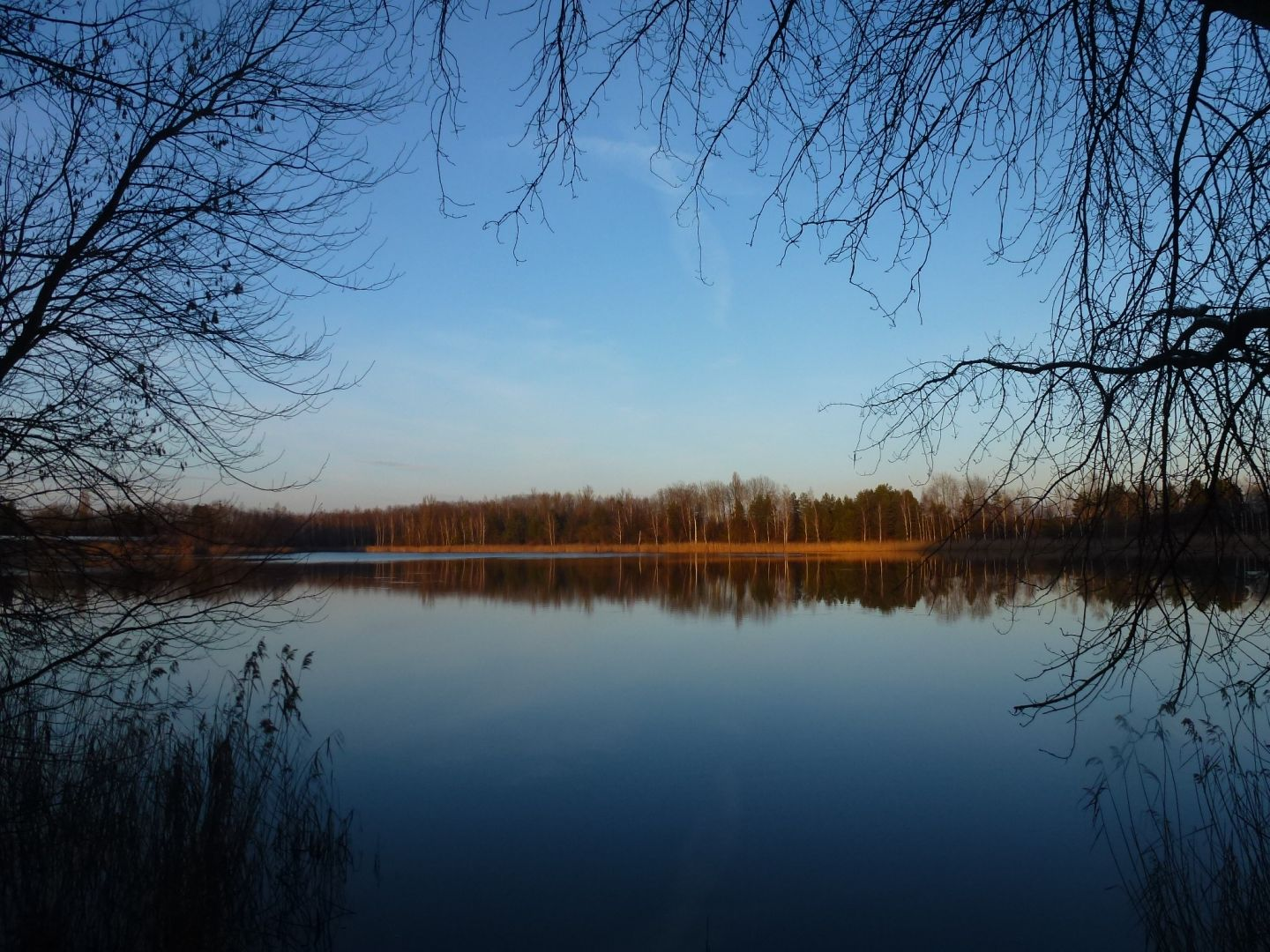
Sachsenburgsee

## Kultur und Sehenswürdigkeiten

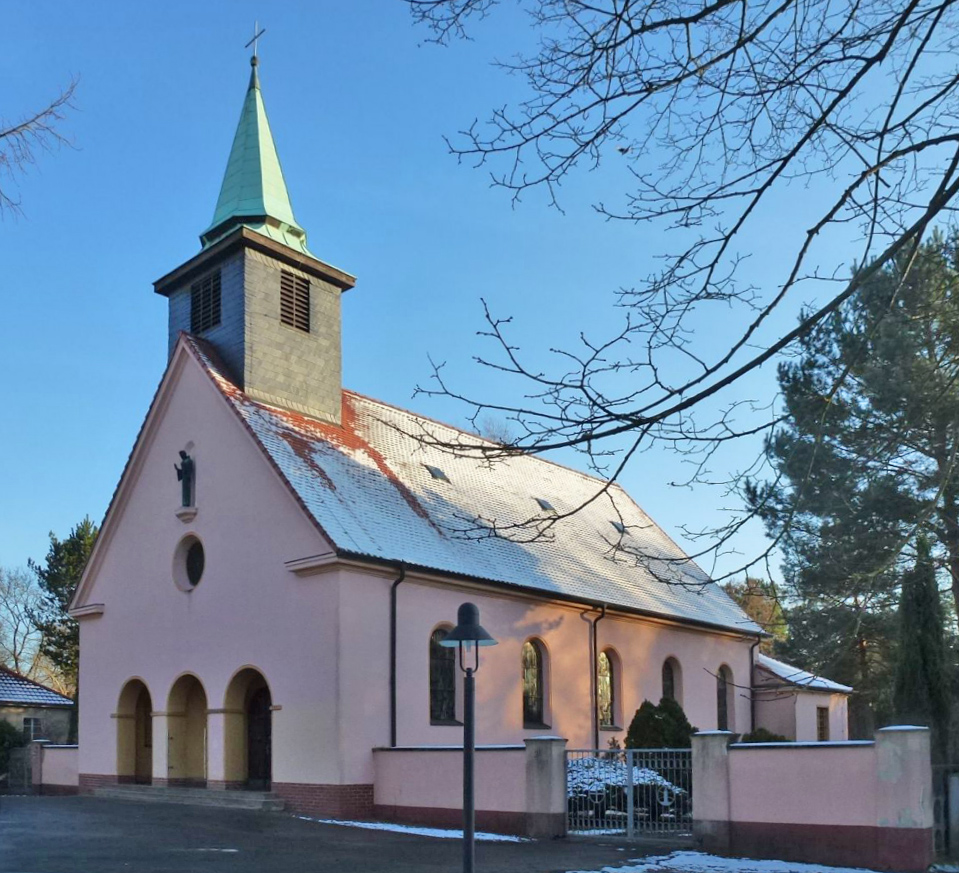
Katholische Kirche

### Bauwerke
Herausragendes Bauwerk des Ortes ist das ehemalige Kraftwerk Zschornewitz. Von 1995 bis 2015 war das Industriedenkmal als Energiemuseum geöffnet.
In unmittelbarer Nähe des ehemaligen Kraftwerks befindet sich die Werkssiedlung. Diese entstand als Wohnkolonie ebenfalls ab 1915, parallel zum Bau des benachbarten Braunkohlekraftwerkes. 1991 wurden Kraftwerk und Werkssiedlung unter Denkmalschutz gestellt. Zwischen 1996 und 2001 erfolgt die umfangreiche Sanierung der „Kolonie Zschornewitz“, welche als Korrespondenzprojekt des Landes Sachsen-Anhalt für die Expo 2000 in Hannover galt. Nach dem Vorbild englischer Gartenstädte wird die Wohnanlage von viel Grün und farbige Fassaden geprägt. Die Werkssiedlung „Kolonie“ kann jederzeit besucht werden, es werden auch Führungen angeboten.
Das Kraftwerk und die Werkssiedlung Zschornewitz liegen zudem an der Kohle-Dampf-Licht-Radroute. Die Route führt vorbei an verschiedenen Zeugnissen der Industriegeschichte und zeigt die Entwicklung vom mitteldeutschen Industrierevier zur Kultur- und Erholungslandschaft.
Außerdem sind zu erwähnen:
- Spätromanische Feldsteinkirche
- Transformatorenhaus mit barockem Dachaufsatz
- Katholische St.-Antonius-Kirche aus dem Jahr 1929 (seit 2015 geschlossen)

### Seen

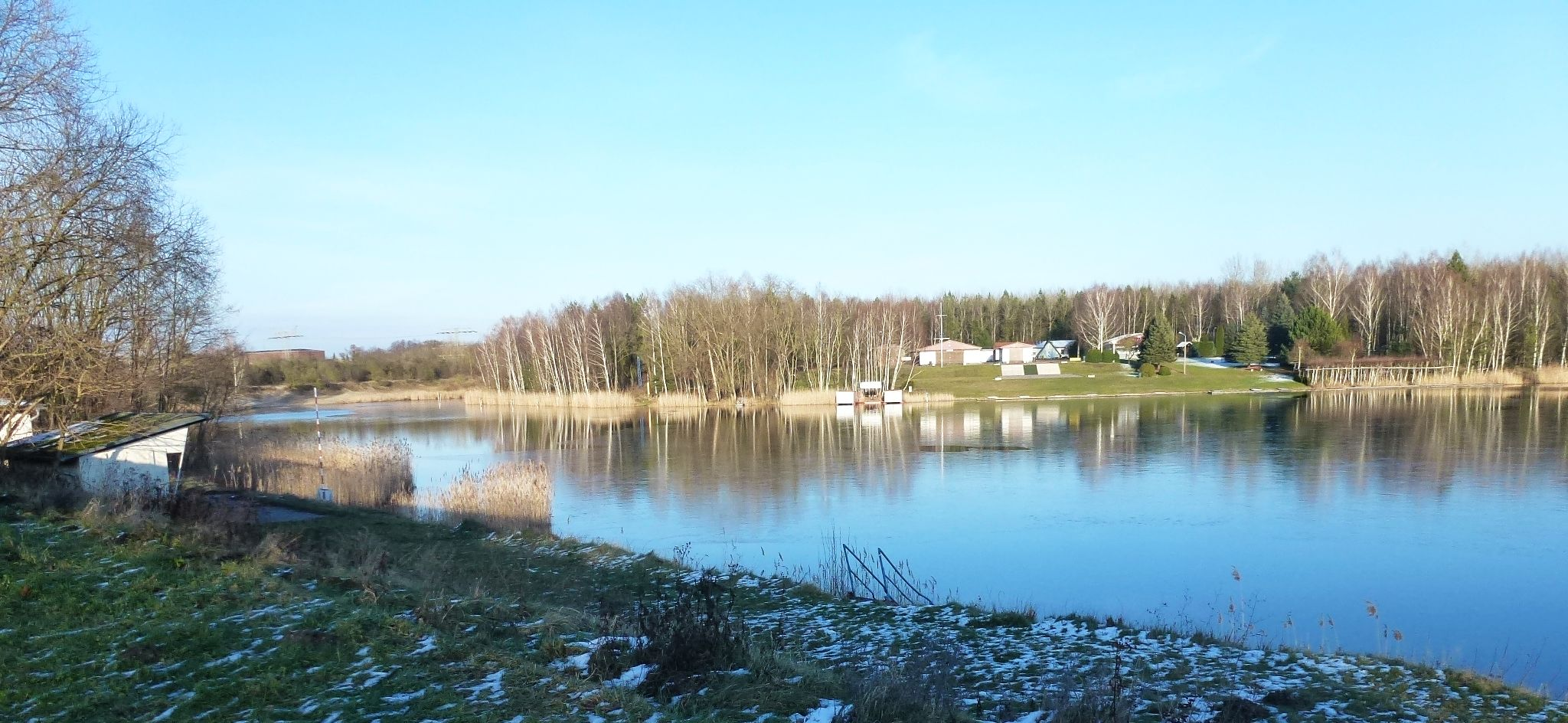
Zschornewitzer See

Am Westrand des Ortsteils befindet sich der Zschornewitzer See, im Volksmund Gurke genannt, auf dem der Zschornewitzer Ruderclub trainiert. Der Sachsenburgsee, ein Angelgewässer, liegt am Ostrand des Ortsteils. Weiterhin das Tagebaurestloch 4 im Südwesten und das Tagebaurestloch 2 (als Restsee des Aschesees der Ascheverspülung der Kraftwerksasche aus den Kraftwerken Zschornewitz (direkt über Rohrleitung) und Vockerode (Antransport über Kohlenbahnstrecke)) im Nordwesten des Ortsteils, diese sind öffentlich nicht zugänglich. Alle Gewässer sind Tagebaurestlöcher.

## Wirtschaft und Infrastruktur

### Windpark
Auf der südlich von Zschornewitz gelegenen Abraumhalde des Tagebaues Gröbern wird nach der Stilllegung des Braunkohlekraftwerks ein Windpark mit acht Anlagen errichtet. Die Abraumhalde überragt das Gelände um ca. 50 Meter und bietet so gute Voraussetzungen für die Windenergienutzung.

### Elektroschmelze
Die Elektroschmelze Treibacher Schleifmittel GmbH ist ein Unternehmen, das Korund und weitere Ausgangsstoffe (u. a. Zirkonoxid) für die Schleifmittelindustrie herstellt. Das Korund und die weiteren Erzeugnisse werden in Elektroschmelzöfen hergestellt.

### Bildung

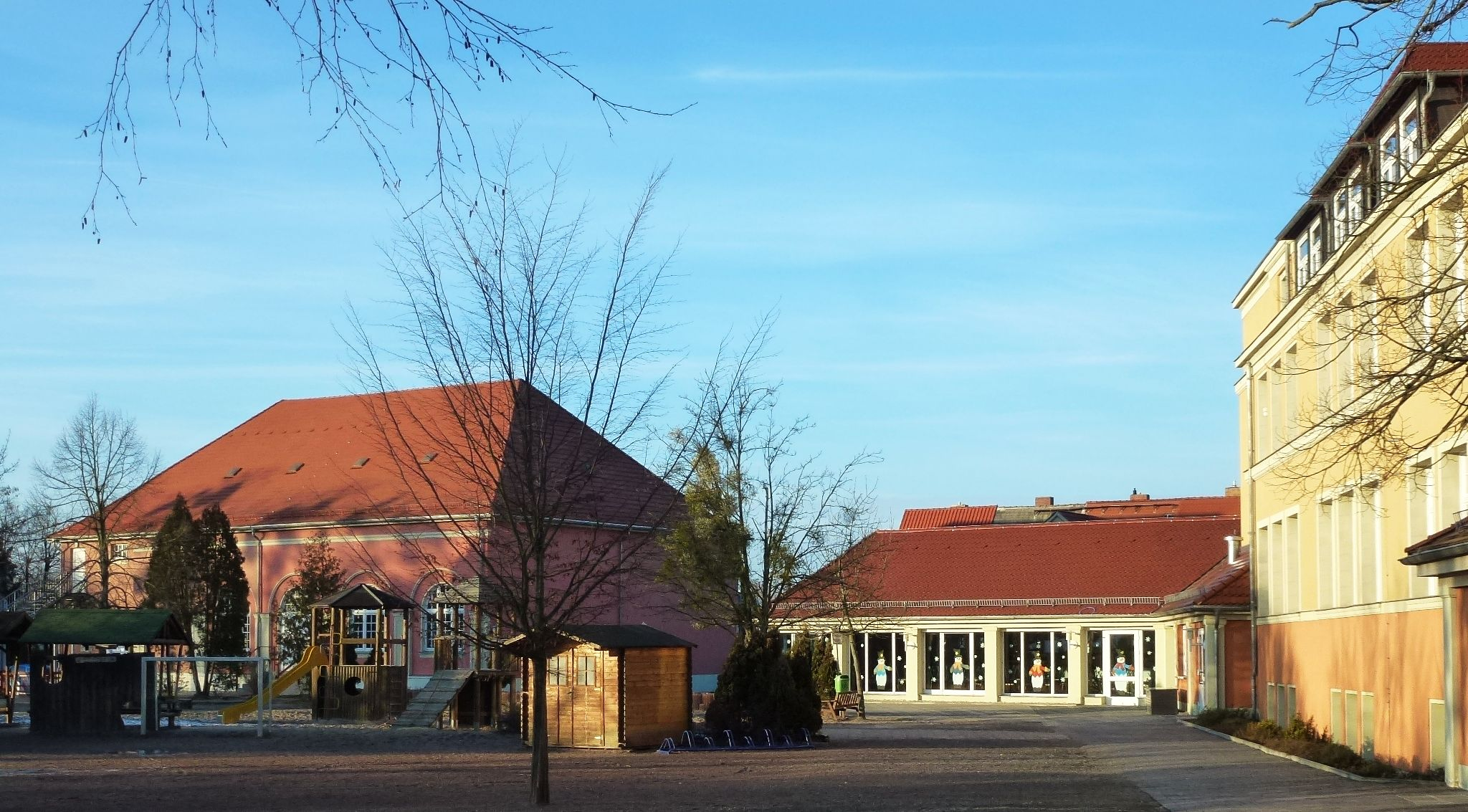
Schulzentrum

1920/1921 erhielt die Kolonie ein eigenes Schulhaus. Das Schulzentrum beherbergt jetzt die Grundschule „Johann Heinrich Pestalozzi“.

## Verkehr

### Straße
- Zschornewitz liegt an der Landesstraße L136 von Möhlau nach Gräfenhainichen und an der Kreisstraße K2037 nach Burgkemnitz. Die Bundesstraße 100 in Gräfenhainichen ist nur etwa 1 km, die Bundesstraße 107 nur etwa 3 km entfernt.
- Die Autobahn 9 (München – Berlin), Anschlussstelle Dessau-Ost, ist ca. 16 km entfernt.

### Schiene
- Die nächsten Bahnhöfe der Deutschen Bahn befinden sich in Gräfenhainichen bzw. in Burgkemnitz an der Bahnstrecke Berlin–Halle, ca. 4 km entfernt. Die Zschornewitzer Kleinbahn ist stillgelegt, bedient aber im Schienengüterverkehr noch zwei Betriebe über den Anschluss Burgkemnitz der Strecke Berlin-Halle. Anschluss besteht hier ebenfalls noch nach Ferropolis und in Oranienbaum an die Bahnstrecke Dessau–Gohrau-Rehsen.

## Statistik

### Bevölkerungsentwicklung
Die Zahlen geben die Gesamtzahl der Einwohner an:
- 1990: 3736
- 2000: 3072
- 2004: 2957
- 2006: 3028
- 2009: 2729

Quelle: Statistisches Landesamt, Stand zum 31.12.

## Persönlichkeiten
- Lothar Heinecke (1933–1985), der Konteradmiral und Stellvertreter des Chefs der Volksmarine wurde in dem heutigen Ortsteil der Stadt Gräfenhainichen geboren.
- Helga Labudda (1935–2014), war eine deutsche Schauspielerin, unter anderem im Polizeiruf 110